# Back to the Old School
Albums de Just-Ice
Kool & Deadly
(1987)
Back to the Old School est le premier album studio de Just-Ice, sorti en 1986.
L'album s'est classé 67e au Top R&B/Hip-Hop Albums.

## Liste des titres
| No | Titre                  | Contient un (des) sample(s) de                                                                         | Durée |
| -- | ---------------------- | --- | ----- |
| 1. | Cold Gettin' Dumb      | Funky Music Is the Thing des Dynamic Corvettes                                                         | 4:30  |
| 2. | Love Story             | | 4:52  |
| 3. | Back to the Old School | Good Times de Chic Pussyfooter de Jackie Robinson I Can't Stop de John Davis and the Monster Orchestra | 4:48  |
| 4. | Latoya                 | Leaving on a Jet Plane de Peter, Paul and Mary                                                         | 4:10  |
| 5. | Gangster of Hip Hop    | | 5:06  |
| 6. | Little Bad Johnny      | | 3:28  |
| 7. | Put the Record Back On | Movin' de Brass Construction                                                                           | 3:51  |
| 8. | Turbo Charged          | | 5:08  |

| 9.  | Cold Gettin' Dumb II | Daydreamin' de Kurtis Blow | 6:33 |
| 10. | That Girl Is a Slut  | A One Two de Biz Markie    | 5:16 |